# 단 (소설)
단(丹)은 소설가 김정빈의 베스트셀러 선도 체험 소설이다. 실존인물 봉우 권태훈 선생이 우학도인으로 나온다.

## 같이 보기
- 단 (영화)
- 단전호흡
- 권태훈 (1900년)